# Bầu cử tổng thống Pháp, 2007
Bầu cử tổng thống Pháp, 2007 là cuộc bầu cử thứ chín của nền Đệ ngũ Cộng hòa Pháp, để chọn tổng thống cho nhiệm kỳ năm năm, bắt đầu từ ngày 16 tháng 5 năm 2007. Vòng đầu diễn ra vào ngày 22 tháng 4 năm 2007. Vì không ai nhận đa số phiếu, hai ứng cử viên dẫn đầu Nicolas Sarkozy và Ségolène Royal đã tranh cử tại vòng hai vào ngày 6 tháng 5 năm 2007.
Pháp là một trong số ít quốc gia dân chủ mà tổng thống thực sự có nhiều quyền lực chính trị. Sau cuộc trưng cầu dân ý năm 2000, tổng thống Pháp được bầu trực tiếp và một nhiệm kỳ tổng thống giảm từ bảy năm còn năm năm. Tổng thống đương nhiệm, ông Jacques Chirac không ứng cử lần này.
Kết quả cuộc bầu cử vòng hai cho thấy ứng cử viên Đảng UMP Nicolas Sarkozy thắng ứng cử viên Đảng Xã hội Ségolène Royal với 53% số phiếu.

## Lịch trình
Ngày 22 tháng 2, sắc lệnh triệu tập cho cuộc bầu cử được xuất bản. Ngày 16 tháng 3 là thời hạn chót để các ứng cử viên để hội đủ điều kiện ứng cử, và ngày 19 tháng 3, danh sách của các ứng cử viên chính thức được thông báo (12 người). Vận động tranh cử chính thức bắt đầu vào ngày 9 tháng 4 và kết thúc vào ngày 20 tháng 4. Ngày 21, các tỉnh hải ngoại bắt đầu bầu và ngày 22 là ngày chính thức bầu cử tại mẫu quốc. Bầu cử kết thúc lúc 8 giờ tối (giờ địa phương) và kết quả được công bố vào ngày 25. Nếu không ai giành đa số phiếu, hai ứng cử viên với số phiếu cao nhất sẽ tiến vào vòng hai. Ngày 5 và 6 tháng 5 là ngày bỏ phiếu cho vòng hai. Kết quả được công bố vào ngày 10 tháng 5 và người thắng đa số phiếu Nicolas Sarkozi, nhậm chức vào ngày 16 tháng 5.

## Ứng cử viên
Theo luật cơ bản ban hành vào ngày 6 tháng 11 năm 1962, tất cả ứng cử viên phải là công dân Pháp ít nhất 23 tuổi (cũng là tuổi tối thiểu để được bầu vào Quốc hội). Các ứng cử viên phải nhận được đủ 500 chữ ký từ các viên chức đã được bầu từ ít nhất 30 tỉnh bảo trợ cuộc tranh cử của ứng cử viên đó. Trong số các chữ ký đó, không quá 10% có được từ bất cứ một tỉnh nào. Chữ ký của một viên chức không có nghĩa là viên chức đó tán thành ứng cử viên này, mà có nghĩa là viên chức đó cho rằng ứng cử viên này là một ứng cử viên nghiêm túc.
12 ứng cử viên đã hội đủ điều kiện, và tên họ được liệt kê trên phiếu bầu theo thứ tự ngẫu nhiên.

### Các ứng cử viên chính
Những ứng cử viên này nhận trên 10% ủng hộ trong các cuộc thăm dò ý kiến và được cho là có cơ hội tiến vào hiệp nhì:
| STT | Tên               | Năm sinh | Hình | Miêu tả |
| --- | ----------------- | -------- | ---- | --- |
| 4   | François Bayrou   | 1951     |      | Được Liên minh vì Dân chủ Pháp (UDF) đề cử. UDF là một Đảng ôn hòa, trước kia là một đồng minh của Đảng UMP, nhưng nay có cương lĩnh tương đối độc lập.                                                                                               |
| 8   | Ségolène Royal    | 1953     |      | Được Đảng Xã hội đề cử, là phụ nữ đầu tiên được sự ủng hộ từ một Đảng chính. |
| 10  | Jean-Marie Le Pen | 1928     |      | Ứng cử cho Đảng Mặt trận Dân tộc (Front national), một Đảng cực hữu có chính sách chống nhập cư, bảo vệ kinh tế, và thi hành luật pháp. Trong cuộc bầu cử năm 2002, Le Pen đã đứng thứ nhì và đã tiến vào vòng hai nhưng bị dư luận quốc tế phản đối. |
| 12  | Nicolas Sarkozy   | 1955     |      | Được Liên minh Phong trào Bình dân (UMP) đề cử. Ông là nhà lãnh đạo Đảng UMP và là một thành viên trong nội các của Tổng thống Jacques Chirac (cũng là một thành viên UMP) trước khi ông từ chức để chính thức vận động tranh cử.                     |

### Các ứng cử viên khác
| STT | Tên                  | Năm sinh | Hình | Đảng                                                                              |
| --- | -------------------- | -------- | ---- | --------------------------------------------------------------------------------- |
| 1   | Oliver Besancenot    | 1974     |      | Liên minh Cộng sản Cách mạng Ligue communiste révolutionnaire                     |
| 2   | Marie-George Buffet  | 1949     |      | Đảng Cộng sản Pháp Parti communiste français                                      |
| 3   | Gérard Schivardi     | 1950     |      | Đảng Lao động Parti des travailleurs                                              |
| 5   | José Bové            | 1953     |      | Không có Ứng cử viên cách tả ứng cử với chủ trương chống toàn cầu hóa             |
| 6   | Dominique Voynet     | 1958     |      | Đảng Xanh Les Verts                                                               |
| 7   | Philippe de Villiers | 1949     |      | Phong trào cho nước Pháp Mouvement pour la France                                 |
| 9   | Frédéric Nihous      | 1967     |      | Đảng Săn bắn, Câu cá, Thiên nhiên, Truyền thống Chasse, Pêche, Nature, Traditions |
| 11  | Arlette Laguiller    | 1940     |      | Đảng Đấu tranh Công nhân Lutte ouvrière                                           |

## Những vấn đề
Trong bầu cử lần này nước Pháp đang phải đối đầu một số vấn đề và kết quả của cuộc bầu cử này là khó đoán trước nhất trong vài thập kỷ qua. Những vấn đề này gồm có:
- Các nhóm cực hữu: Đảng Mặt trận Dân tộc, trước kia bị cho là một Đảng bên rìa, đã làm nhiều người ngạc nhiên khi lãnh tụ Jean-Marie Le Pen lọt vào vòng hai trong cuộc bầu cử năm 2002. Cương lĩnh của Le Pen là trật tự xã hội và nhập cư. Sau nhiều vụ náo động tại Pháp năm 2005, sự ủng hộ cho Le Pen nhảy vọt.
- Các Đảng cánh tả không thống nhất
- Nạn thất nghiệp
- Bê bối trong các viên chức cấp cao
- Trật tự xã hội

## Kết quả

Kết quả vòng 1

Bảng kết quả - xếp theo số phiếu nhận được trong vòng đầu, kết quả chính thức từ Hội đồng Hiến pháp Lưu trữ ngày 27 tháng 4 năm 2007 tại Wayback Machine.
| Ứng cử viên          | Đảng đề cử                                                                          | Số phiếu vòng 1 | %      | Số phiếu vòng 2 | %      |
| -------------------- | ----------------------------------------------------------------------------------- | --------------- | ------ | --------------- | ------ |
| Nicolas Sarkozy      | Liên minh Phong trào Bình dân (Union pour un mouvement populaire)                   | 11.448.663      | 31,18% | 18.983.138      | 53,06% |
| Ségolène Royal       | Đảng Xã hội (Parti socialiste)                                                      | 9.500.112       | 25,87% | 16.790.440      | 46,94% |
| François Bayrou      | Liên minh Dân chủ Pháp (Union pour la démocratie française)                         | 6.820.119       | 18,57% | N/A             | N/A    |
| Jean-Marie Le Pen    | Mặt trận Dân tộc (Front national)                                                   | 3.834.530       | 10,44% | N/A             | N/A    |
| Olivier Besancenot   | Liên minh Cộng sản Cách mạng (Ligue communiste révolutionnaire)                     | 1.498.581       | 4,08%  | N/A             | N/A    |
| Philippe de Villiers | Phong trào cho nước Pháp (Mouvement pour la France)                                 | 818.407         | 2,23%  | N/A             | N/A    |
| Marie-George Buffet  | Đảng Cộng sản Pháp (Parti communiste français)                                      | 707.268         | 1,93%  | N/A             | N/A    |
| Dominique Voynet     | Đảng Xanh (Les Verts)                                                               | 576.666         | 1,57%  | N/A             | N/A    |
| Arlette Laguiller    | Đảng Đấu tranh Công nhân (Lutte ouvrière)                                           | 487.857         | 1,33%  | N/A             | N/A    |
| José Bové            | Không có                                                                            | 483.008         | 1,32%  | N/A             | N/A    |
| Frédéric Nihous      | Đảng Săn bắn, Câu cá, Thiên nhiên, Truyền thống (Chasse, pêche, nature, traditions) | 420.645         | 1,15%  | N/A             | N/A    |
| Gérard Schivardi     | Đảng Lao động (Parti des travailleurs)                                              | 123.540         | 0,34%  | N/A             | N/A    |
|                      |                                                                                     |                 |        |                 |        |
| Tổng số              |                                                                                     | 36.719.396      | 100%   | 35.773.578      | 100%   |

Nguồn: Quyết định ngày 19 tháng 3 năm 2007 của Hội đồng Hiến pháp Lưu trữ ngày 27 tháng 3 năm 2007 tại Wayback Machine